# 何宜
何宜（1427年—？），字行義，福建福州府福清縣人，軍籍。明朝政治人物。進士出身。

## 生平
正统十二年（1447年），福建丁卯乡试中舉。正統十三年，登戊辰科會試中進士，授户部主事，累迁兵部职方司郎中。成化年间，升任浙江参政，转江西布政使。

## 家族
曾祖何蠻。祖父何昱。父何演。